# Crystal Palace transmitting station
Crystal Palace transmitting station è una torre utilizzata per le telecomunicazioni situata a Crystal Palace, a Londra nel Regno Unito. È la quinta struttura più elevata della capitale inglese.